# Volksgericht

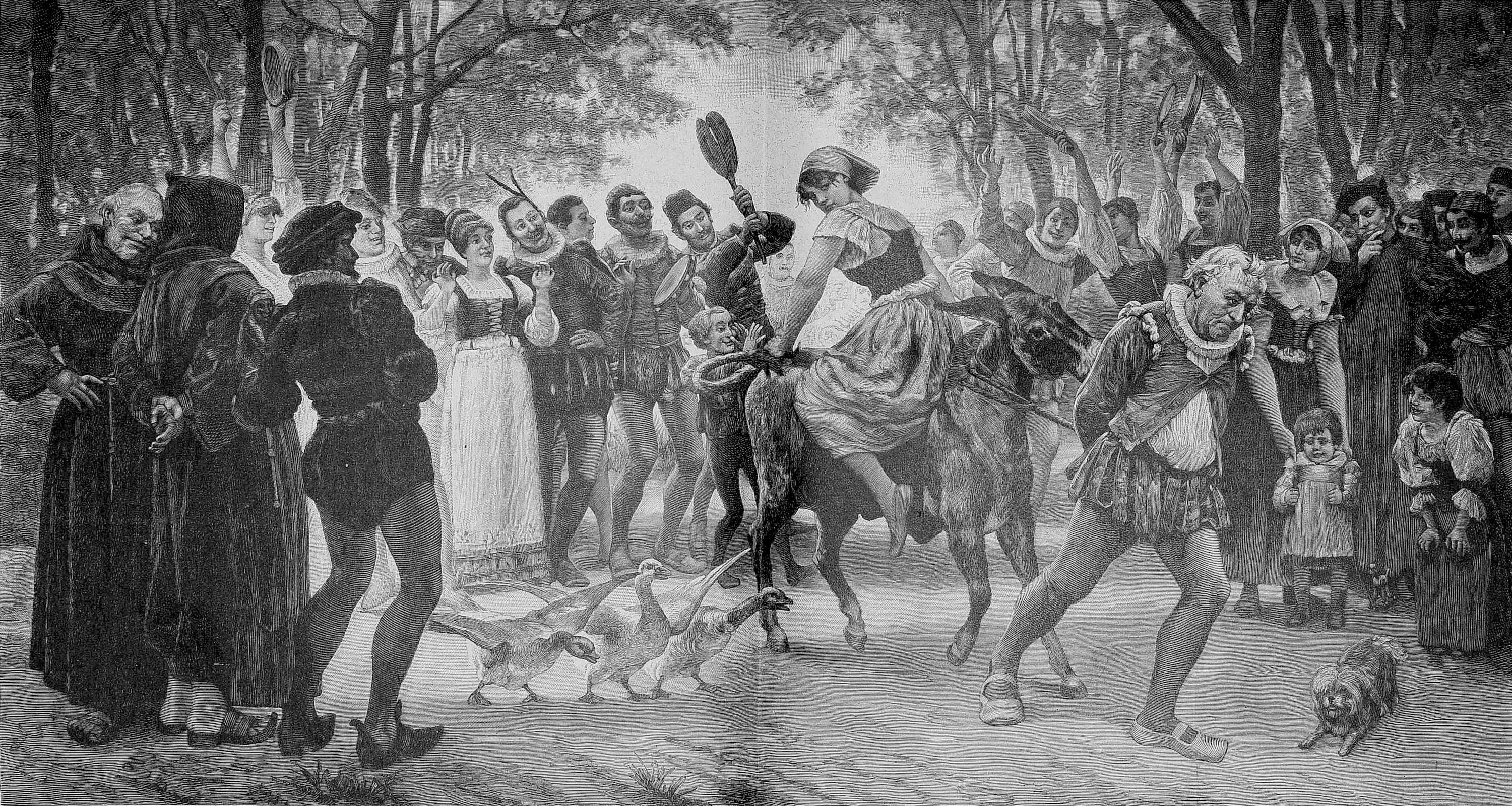
Geromantiseerde voorstelling uit 1893 van een middeleeuws volksgericht in een Duits tijdschrift

Een volksgericht is een schijnrechtbank waarin de beginselen van de rechtspraak worden genegeerd of verdraaid. Het verwijst naar een eigenmachtige berechting door een groep uit het volk, een showproces dat wordt voorgesteld als onafhankelijke juridische procedure of rechtspraak maar waar de regels worden bepaald door personen die daartoe geen bevoegdheid bezitten en waarbij het oordeel door hen vooraf is bepaald.
De vertoning heeft uiterlijke gelijkenissen met officiële rechtspraak maar is slechts bedoeld voor het oog van de buitenwereld en het dienen van doelen en belangen van degenen die het schouwspel organiseren. Er komt geen bevoegde rechter aan te pas. Vaak is er geen sprake van enige vorm van verdediging van de aangeklaagde(n) of zelfs dat de beklaagde op de hoogte wordt gesteld of aanwezig is. Het 'vonnis' wordt vaak direct uitgevoerd, waarbij soms de beschuldigde pas weet dat er een volksgericht tegen hem gevoerd is wanneer hij of zij wordt opgehaald om zijn of haar straf te ondergaan.

## Verschillen met rechtspraak
Een volksgericht is geen eerlijk en onafhankelijk proces omdat de rechten van de beschuldigde op allerlei punten geschonden worden. Het gaat niet om 'rechtspraak' volgens vastgelegde regels, maar om een verloop dat alleen door de organisatoren is bepaald, het verloopt dus ook niet volgens het geldende procesrecht. Dergelijke rechten omvatten, afhankelijk van de jurisdictie, dat de beschuldigde op de hoogte wordt gebracht van het proces en daarbij aanwezig mag zijn, bewezen moet worden dat een daad is begaan, bijvoorbeeld door getuigen op te roepen, het recht een kruisverhoor te houden, het recht om niet tegen zichzelf te hoeven getuigen, het recht om niet te worden berecht op basis van geheim bewijsmateriaal, het recht op controle van de eigen verdediging, het recht om bewijs uit te sluiten dat ten onrechte is verkregen of irrelevant of niet-ontvankelijk is, ne bis in idem, het recht om rechters of juryleden uit te sluiten op grond van partijdigheid of van een belangenconflict, het recht van beroep en uitvoer van het vonnis volgens vastgelegde regels.

## België en Nederland
De meeste volksgerichten hadden betrekking op overtredingen van de sociale normen. Men kan hier denken aan een in de ogen van de gemeenschap dubieus huwelijk (standverschil, te nauwe familieleden, leeftijdsverschil, hertrouwen, met een 'vreemdeling'), een meisje zwanger maken en weigeren te trouwen, incest, homoseksualiteit, ruziezoekerij, vreemdgaan of 'onmannelijk' gedrag van een man. Omdat de verdachte niet de kans kreeg zich te verdedigen kon een gerucht reeds tot een volksgericht met daaropvolgende straf leiden. De straffen waren vaak onterend (bijvoorbeeld een charivari of pek en veren). Men werd te kijk gezet, soms besmeurd, vaak beschimpt, en soms door de woonplaats geparadeerd. Hoewel de straffen als vernedering bedoeld waren, was het goed mogelijk dat bij een opgejutte menigte een en ander kon ontaarden in mishandeling die soms dodelijk afliep.
Vormen van eigenrichting kwamen in het noordoosten van Nederland tot ver in de 20e eeuw voor. Jongemannen namen soms maatregelen als een man niet wilde trouwen met het meisje dat zwanger van hem was. Een berucht volksgericht speelde zich in 1922 af in het dorp Stuifzand bij Hoogeveen. De aanleiding was een vermeende buitenechtelijke verhouding. Staphorst in Overijssel was tot in de jaren vijftig bekend om de volksgerichten die er werden gehouden. Mensen die de plaatselijke normen en waarden hadden overtreden werden op een mestkar door het dorp gereden.

### Verdachten van collaboratie (WO II)
Kort na de bevrijding in 1944/45 werden in heel Nederland en België duizenden vrouwen die een relatie hadden gehad, of zouden hebben gehad, met een Duitse soldaat of officier ('moffenmeiden') door jonge mannen van huis gehaald, naar een plein gebracht, de kleding aan stukken gescheurd, bespuugd en met vuil beworpen en publiekelijk kaal geschoren.  Sommigen maakten daarna een eind aan hun leven, ook onschuldigen. Bij veel vrouwen ging het om gedwongen sex. Tientallen vrouwen knoopten een betrekking aan om inlichtingen te verzamelen voor de ondergrondse en de geallieerden of als dekking voor illegaal werk, anderen waren het slachtoffer van een jaloerse ex-partner of rancuneuze buren die geruchten hadden gestrooid. Na de oorlog werden ongeveer 300.000 van collaboratie verdachte personen door leden van het verzet opgepakt en in kampen opgesloten en daar deels zwaar mishandeld. Ook deze grootschalige gebeurtenissen zijn te zien als volksgericht.